# Kitahimbwa
Kitahimbwa (o Yosia, 1869-1902)  fue de 1898 a 1902 rey omukama del Reino de Bunyoro hoy Uganda.
Asumió el cargo cuando su padre Chwa II Kabarega fue exiliado a Seychelles, pero en realidad la gobernanza estuvo bajo administración británica.